# 吉爾克里斯特冰川
66°7′S 114°6′E / 66.117°S 114.100°E
吉爾克里斯特冰川（英語：Gilchrist Glacier）是南極洲的冰川，位於威爾克斯地，最終注入布德海岸，根據美國海軍空中照片繪入地圖，現時由南極條約體系管理。